# Dor-lómin
Dor-lómin (Nederlands: Land van de Echo's) is een fictieve regio uit De Silmarillion van J.R.R. Tolkien.Het was het zuidwestelijke deel van Hithlum. De oostgrens werd gevormd door de Ered Mithrim.
Al kort na de aankomst van de Noldor in Beleriand koloniseerden zij het gebied en werd het geregeerd door Fingon, zoon van Fingolfin, totdat die na zijn vaders dood Hoge Koning werd. In die tijd kwam de Mens Marach met zijn volk, het latere Huis van Hador, een van de drie huizen van de Edain, terecht in Beleriand, en zij kregen Dor-lómin in leen. In het zuidwesten van Dor-lómin, aan de voet van de Amon Darthir, stond het huis van Húrin en diens zoon Túrin Turambar. Deze berg was tevens de bron van de rivier Nen Lalaith. Túor, de zoon van Húor, werd in de Ered Mithrim opgevoed door de Elfen van Androth. Na de Nirnaeth Arnoediad werden de mensen van het Huis van Hador gedood of verdreven en woonden Oosterlingen in Dor-Lómin. 
Samen met de rest van Beleriand werd het verwoest in de Oorlog van Gramschap